# Union City (Georgia)
Union City ist eine Stadt im Fulton County des US-Bundesstaates Georgia. Sie ist Teil der Metropolregion Atlanta. Das U.S. Census Bureau ermittelte bei der Volkszählung 2020 eine Einwohnerzahl von 26.830.

## Geschichte
Die Georgia General Assembly gründete Union City im Jahr 1908.

## Demografie
Nach der Schätzung von 2019 leben in Union City 22.399 Menschen. Die Bevölkerung teilte sich im selben Jahr auf in 8,0 % Weiße, 86,4 % Afroamerikaner und 4,0 % mit zwei oder mehr Ethnizitäten. Hispanics oder Latinos aller Ethnien machten 7,5 % der Bevölkerung aus. Das mittlere Haushaltseinkommen lag bei 45.324 US-Dollar und die Armutsquote bei 14,0 %.